# Тендіцький сільський округ
Тенді́цький сільський округ (каз. Теңдік ауылдық округі, рос. Тендикский сельский округ) — адміністративна одиниця у складі Тайиншинського району Північноказахстанської області Казахстану. Адміністративний центр — село Тендік.
Населення — 521 особа (2021; 1079 у 2009, 2230 у 1999, 3380 у 1989).
Станом на 1989 рік існували Кантеміровська сільська рада (села Дорожнє, Кантеміровське), Котовська сільська рада (село Котовське) та Тендіцька сільська рада (села Берлік, Енбек, Козашар, Тендік). 2010 року до складу округу увійшла територія ліквідованого Кантеміровського сільського округу. Село Дорожнє було ліквідоване 2010 року, села Бірлік та Козашар — 2014 року.

## Склад
До складу округу входять такі населені пункти:
| Населений пункт      | Старі назви | Населення, осіб (1989) | Населення, осіб (1999) | Населення, осіб (2009) | Населення, осіб (2021) |
| -------------------- | ----------- | ---------------------- | ---------------------- | ---------------------- | ---------------------- |
| Бірлік, село         | -           | 113                    | 96                     | 5                      | -                      |
| Дорожнє, село        | -           | 260                    | 142                    | 12                     | -                      |
| Енбек, село          | -           | 58                     | -                      | -                      | -                      |
| Кантеміровське, село | -           | 1123                   | 626                    | 336                    | 133                    |
| Козашар, село        | -           | 304                    | 276                    | 41                     | -                      |
| Котовське, село      | -           | 781                    | 558                    | 203                    | 76                     |
| Тендік, село         | -           | 741                    | 532                    | 482                    | 312                    |